# Zoe Smith
Zoe Smith (ur. 26 kwietnia 1994 w Greenwich w Londynie) – brytyjska sztangistka. Jest posiadaczką czterech rekordów w trzech kategoriach wagowych.
Smith uczęszczała do De Lucy w Abbey Wood i Townley Grammar School w Bexleyheath.